# 清蜜星體驗
《清蜜星體驗》是一部由鈕承澤監製、食品企業康師傅贊助播出的網路短篇劇集，2010年率先推出《清蜜星體驗－男生版》由李康宜、許瑋甯、邵翔、吳慷仁、修杰楷、阿Ken等人共同演出，全劇集共12篇，每篇皆以12星座的男子為主題，於2010年5月14日網路首播。
2011年再度推出全新《發現生活新味》，由阿Ken、李康宜、納豆、李維維、吳中天、宥勝等人演出，與男生版相同，每篇皆以12星座的女子為主題，於2011年6月24日網路首播。
本短篇網路劇集僅在中國的網路平台優酷進行播放。

## 劇情大綱
2010年－男生版

暢銷繪本作家意雪以12星座的愛情觀為新書發想，沒想到總編卻嫌主題太過老套，要求提出更具啟發性的故事，於是給出一個月的時間，要求意雪重新來過，為了找出12星座的男生改變自己的方法，於是，出現在意雪周圍的愛情男女，全都成了意雪鎖定的男女主角...。

## 角色

### 登場人物
第一篇：牡羊座勇往直前
| 演員   | 角色 | 星座   | 職業／關係                                                                                     | 客串篇數 |
| 蔡昌憲 | 阿智 | 牡羊座 | 喜歡心如，展開窮追猛打的追求攻勢，努力想邀心如看電影，也因為過度緊迫逼人，反而討不到心如的歡心 | 第七篇   |
| 李律   | 心如 | 巨蟹座 | 麵包店店員                                                                                     | 第七篇   |

第二篇：金牛座改變自我
| 演員   | 角色 | 星座   | 職業／關係                       | 客串篇數 |
| 張書豪 | 大力 | 金牛座 | 不懂浪漫，常常惹得女友佳琪不開心 | 第八篇   |
| 五熊   | 佳琪 | 獅子座 | 麵包店店員、心如的好友。         | 第一篇   |

第三篇：雙子座勇敢告白
| 演員   | 角色 | 星座   | 職業／關係                                                               | 客串篇數 |
| 黃鐙輝 | 小杰 | 雙子座 | 蔣哥的攝影助理、意雪的朋友，暗戀文秀，常藉工作機會偷偷拍攝文秀的一顰一笑 |          |
| 許瑋甯 | 文秀 | 處女座 | 平面模特兒                                                               |          |

第四篇：巨蟹座學會尊重
| 演員   | 角色 | 星座   | 職業／關係                                     | 客串篇數 |
| 溫昇豪 | 林平 | 巨蟹座 |                                                |          |
| 王心如 | 宜慧 | 天秤座 | 花店員工、意雪的朋友，夢想能開間屬於自己的花店 |          |

第五篇：獅子座為愛包容
| 演員   | 角色  | 星座   | 職業／關係            | 客串篇數 |
| 丁春誠 | 蔣哥  | 獅子座 | 攝影師                | 第三篇   |
| 曾珮瑜 | Alice | 天蠍座 | 公司主管、Kelly的好友 |          |

第六篇：處女座不再挑剔
| 演員   | 角色  | 星座   | 職業／關係                                                                 | 客串篇數                 |
| 吳慷仁 | 阿凱  | 處女座 | 意雪的前男友，上班族，要求完美，生活整理一絲不茍，卻有個總是粗心大意的女友 | 第五篇                   |
| 張家慧 | Kelly | 射手座 | 高級服飾店店員、Alice的好友                                                | 第五篇、第六篇、第十一篇 |

第七篇：天秤座果敢抉擇
| 演員   | 角色 | 星座   | 職業／關係                       | 客串篇數 |
| 唐振剛 | 定遠 | 天秤座 | 心如的前男友，蔣哥、意雪的朋友， | 第五篇   |
| 王湘涵 | 青青 | 魔羯座 |                                  |          |

第八篇：天蠍座敞開心扉
| 演員   | 角色 | 星座   | 職業／關係             | 客串篇數         |
| 修杰楷 | 高明 | 天蠍座 | 獨立書店老闆、疑心病重 | 第十篇、第十二篇 |
| 房思瑜 | 小路 | 水瓶座 | 手工飾品攤販           | 第十二篇         |

第九篇：射手座多些細膩
| 演員   | 角色 | 星座   | 職業／關係                                     | 客串篇數 |
| 柯有綸 | 志翔 | 射手座 | 獨立樂團主唱                                   |          |
| 李京恬 | 小茜 | 雙魚座 | 可芳的朋友，總是默默在志翔身旁做個無聲的小女人 | 第十篇   |

第十篇：魔羯座丟掉死板
| 演員   | 角色 | 星座   | 職業／關係                           | 客串篇數 |
| 吳中天 | 北村 | 魔羯座 | 日本料理店廚師、夢想能在日本開壽司店 | 第四篇   |
| 謝欣穎 | 可芳 | 牡羊座 | 照相館員工、小茜的朋友               | 第三篇   |

第十一篇：水瓶座懂得分享
| 演員   | 角色   | 星座   | 職業／關係                                                                           | 客串篇數 |
| 阿Ken  | Johnny | 水瓶座 | 出版社總編輯，意雪的上司。興趣廣泛，卻又常常更換，即使戀愛後，仍舊享受一個人的自由。 | 第一篇   |
| 李維維 | 瓊芸   | 金牛座 | 大明星文秀的助理、Kelly的好友                                                        | 第三篇   |

第十二篇：雙魚座愛要體諒
| 演員   | 角色         | 星座   | 職業／關係                                                                     | 客串篇數                     |
| 邵翔   | 小緯(溫正緯) | 雙魚座 | 個性商品攤販、常與小路比鄰擺攤                                                 | 第四篇(電話)、第六篇、第八篇 |
| 李康宜 | 意雪         | 雙子座 | 暢銷繪本作家，作品《戀愛捷運》已絕版，目前正著手以12星座戀愛男女為主題的新書。 | 全系列12篇                   |

第一篇：牡羊座學會溫柔
| 演員   | 角色 | 星座   | 職業／關係 | 客串篇數 |
| 謝欣穎 | 可芳 | 牡羊座 |            |          |
| 納豆   | 張健 | 射手座 |            | 第十篇   |

第二篇：金牛座學會幽默
| 演員   | 角色   | 星座   | 職業／關係 | 客串篇數       |
| 李維維 | 瓊芸   | 金牛座 |            | 第五篇、第九篇 |
| 阿Ken  | Johnny | 水瓶座 |            | 全系列除第七篇 |

第三篇：雙子座學會安定
| 演員   | 角色   | 星座   | 職業／關係 | 客串篇數 |
| 李康宜 | 意雪   | 雙子座 |            | 第七篇   |
| 張少懷 | 何正風 | 天蠍座 |            | 第七篇   |

第四篇：巨蟹座學會放心
| 演員   | 角色 | 星座   | 職業／關係 | 客串篇數 |
| 李律   | 心如 | 巨蟹座 |            | 第五篇   |
| 蔡昌憲 | 阿智 | 牡羊座 |            |          |

第五篇：獅子座學會自制
| 演員   | 角色 | 星座   | 職業／關係 | 客串篇數 |
| 初家晴 | 小苗 | 獅子座 |            |          |
| 李至正 | 阿強 | 金牛座 |            |          |

第六篇：處女座學會直接
| 演員   | 角色 | 星座   | 職業／關係 | 客串篇數 |
| 葉羿君 | 沈寧 | 處女座 |            | 第八篇   |
| 張睿家 | 方全 | 獅子座 |            | 第八篇   |

第七篇：天秤座學會說愛
| 演員   | 角色   | 星座   | 職業／關係 | 客串篇數 |
| 曾允柔 | 徐筱倩 | 天秤座 |            | 第一篇   |
| 鄢勝宇 | 劉亦仁 | 雙魚座 |            | 第五篇   |

第八篇：天蠍座學會信任
| 演員   | 角色      | 星座   | 職業／關係 | 客串篇數 |
| 曾沛慈 | 董靜/女爵 | 天蠍座 |            |          |
| 藍鈞天 | 唐威      | 雙子座 |            | 第十一篇 |

第九篇：射手座學會細心
| 演員   | 角色 | 星座   | 職業／關係 | 客串篇數 |
| 李千娜 | 晴雅 | 射手座 |            |          |
| 宥勝   | 簡立 | 處女座 |            |          |

第十篇：魔羯座學會輕鬆
| 演員   | 角色   | 星座   | 職業／關係 | 客串篇數       |
| 陳庭妮 | 安安   | 魔羯座 |            | 第一篇、第二篇 |
| 李迪恩 | 蘇有成 | 巨蟹座 |            | 第六篇         |

第十一篇：水瓶座學會承諾
| 演員   | 角色   | 星座   | 職業／關係 | 客串篇數         |
| 唐青慧 | 萱萱   | 水瓶座 |            | 第八篇、第十二篇 |
| 曾少宗 | 楊守義 | 天秤座 |            | 第八篇           |

第十二篇：雙魚座學會獨立
| 演員   | 角色 | 星座   | 職業／關係 | 客串篇數 |
| 楊子姍 | 小婷 | 雙魚座 |            | 第十一篇 |
| 吳中天 | 北村 | 魔羯座 |            |          |

## 外部連結

### 相關網站
- 《清蜜星體驗》官方影片網站(簡體)
- 《清蜜星體驗》－百度娛樂(簡體)[永久]
- 《清蜜星體驗》－官方網劇信息(簡體)

### 相關新聞
- 李律「星體驗」 跟蔡昌憲配對(2010年7月7日聯合報)[永久]